# 浙江大学出版社
浙江大学出版社是1984年5月成立的中华人民共和国出版社，隶属于浙江大学，是全国一级图书出版单位。

## 历史
浙大出版社是一家具有图书、期刊、数字、电子音像的全方位、立体化出版功能的，集多种学科出版于一体的综合性出版单位。至2011年底，已累计出版上万种各类高层次高质量的学术专著、高校教材、工具书和高品位文化普及类读物，千余种电子音像出版物，以及7种专业学术期刊。
2009年底完成转企改制，更名为浙江大学出版社有限责任公司，简称为浙江大学出版社。浙大出版社是“中国图书对外推广计划”工作小组正式成员。

## 荣誉
- 2009年，获“全国百佳图书出版单位”称号
- 2010年，被授予“首届全国新闻出版行业文明单位”
- 2011年，获新闻出版总署授予的“十一五”国家重点出版规划出版工作先进单位称号
- 2011年，中国版权年会“2011年中国版权产业新锐企业”[1]